# Stari Ras
Stari Ras (srpski: Стари Рас) je kompleks srednjovjekovnih spomenika koji se nalaze na mjestu najstarije srbijanske prijestolnice Raške, u srednjem vijeku poznat kao Ras, danas u srbijanskoj pokrajini Sandžak. Ostaci Starog Rasa se nalaze na lokalitetu Gradina na Pazarištu s donjim gradom Trgovište koji se nalazi na 11 km zapadno od Novog Pazara, iznad utoka Sebečevske rijeke u Rašku, u blizini samostana Sopoćani. 
Stari Ras se nalazi na sjecištu putova koji su sa zapada (Vrhbosne) i juga (Zete), vodili na istok (Kosovo). Mjesto je imalo stratešku važnost još od brončanog doba, a u antici Rimljani na tom mjestu, u blizini rudnika željeza, osnivaju utvrdu Arsa koja u kasnoj antici dobiva brojne stambene objekte i baziliku. Od svog osnutka u 8. st. grad je mijenjao vladare (od Bugara, Srba, Bizantinaca, te naizmjenično Srba i Bizantinaca), da bi nakon osvajanja od Bugara, postao središte Raške države. Od kraja 12. st. Ras je bio prijestolnica vladara iz dinastije Nemanjića, te politički i kulturni centar srbijanske države gdje su nastala najstarija djela srbijanske umjetnosti (Vukanovo evanđelje iz 1202. god.), da bi u 13. st. bio napušten zbog gubitka političkog i trgovinskog značaja. Grad su 1455. godine osvojili Turci Osmanlije koji su osnivanjem obližnjeg Novog Pazara doveli do potpunog gašenja Rasa kao naseljenog mjesta.
Kompleks se sastoji od više spomenika, a najznačajniji lokaliteti koji su obuhvaćeni istraživanjima su: Gradina na Pazarištu s Podgrađem, Trgovište, Gradina u Postenju, Reljina gradina, crkva u Naprelju i latinska crkva u Postenju. Petrova crkva iz 8. st. na Gradini je jedna od najstarijih na Balkanu. Gradina, crkve (Petrova crkva) i obližnji samostani (Sopoćani, Đurđevi stupovi) su od iznimne povijesne i kulturne vrijednosti. Samostan Sopoćani je podsjetnik na kulturnu razmjenu europskog Zapada i istočne kulture Bizantskog kulturnog kruga.  
Kompleks je danas izoliran i veoma razrušen, no pokrenuta je njegova opsežna rekonstrukcija. Godine 1979. Stari Ras sa samostanima Sopoćani i Đurđevi stupovi dospio je na UNESCO-ov popis mjesta svjetske baštine u Europi, a kada se obnovi samostan Stari Ras iz 12. st., i on će se kandidrati na dodavanje ovom zaštićenom spomeniku. 
- Petrova crkva, 8. st.
- Ostaci portala Petrove crkve
- Groblje i zvonik Petrove crkve
- Sopoćani, 13. st.
- Manastir Đurđevi stupovi

## Poveznice
- Srpski manastiri
- Nemanjići
- Sopoćani

## Vanjske poveznice
- UNESCO World Heritage Site
- Službene stranice manastira Đurđevi stupovi  Arhivirana inačica izvorne stranice od 7. kolovoza 2009. (Wayback Machine)